# Tuy Lộc, thành phố Yên Bái
Tuy Lộc là một xã cũ thuộc thành phố Yên Bái cũ, tỉnh Yên Bái cũ, Việt Nam.

## Địa lý
Xã Tuy Lộc nằm ở phía tây bắc thành phố Yên Bái, có vị trí địa lý:
- Phía đông giáp phường Nam Cường và phường Nguyễn Phúc
- Phía tây và bắc giáp huyện Trấn Yên
- Phía nam giáp xã Âu Lâu.

Xã Tuy Lộc có diện tích 5,82 km², dân số năm 2019 là 4.228 người, mật độ dân số đạt 727 người/km².

## Lịch sử
Trước đây, Tuy Lộc là một xã thuộc huyện Trấn Yên.
Ngày 16 tháng 1 năm 1979, Hội đồng Chính phủ ban hành Quyết định số 15-CP về việc phân vạch địa giới hành chính của một số xã thuộc tỉnh Hoàng Liên Sơn. Theo đó, sáp nhập xã Tuy Lộc của huyện Trấn Yên vào thị xã Yên Bái quản lý.
Ngày 11 tháng 1 năm 2002, Thủ tướng Chính phủ ra Nghị định số 05/2002/NĐ-CP về việc thành lập thành phố Yên Bái thuộc tỉnh Yên Bái. Xã Tuy Lộc trực thuộc thành phố Yên Bái.